# Квинтет (фильм)
«Квинтет» (англ. Quintet) — американский фантастический антиутопический фильм-катастрофа режиссёра Роберта Олтмана по рассказу Роберта Олтмана, Лайонела Четвинда и Патриши Резник. Премьера фильма состоялась 9 февраля 1979 года.

## Сюжет
Постапокалиптическое будущее, новый ледниковый период. Вымирающее человечество проводит своё время за настольной игрой «Квинтет». Одна небольшая группа игроков решает повысить ставки — победитель остаётся жить. В это время в городе появляется Эссекс со своей беременной женой Вивией. Он разыскивает своего брата Франчу. После смерти брата и жены от брошенной игроком Редстоуном взрывчатки Эссекс, горя желанием отомстить, вступает в игру.

## В ролях
- Пол Ньюман — Эссекс
- Витторио Гассман — Кристофер
- Фернандо Рей — Григор
- Биби Андерсон — Амброзия
- Брижит Фоссе — Вивия, жена Эссекса
- Нина Ван Палландт — Дюка
- Дэвид Лэнгтон — Голдстар
- Томас Хилл — Франча
- Крэйг Ричард Нельсон — Редстоун
- Моник Меркюр — подруга Редстоуна
- Марушка Станкова — Джаспера
- Энн Джерети — Эон
- Мишель Майло — Обелус
- Макс Флек — поставщик древесины
- Франсуаза Берд — женщина в доме милосердия

## Съёмочная группа
- Режиссёрпостановщик: Роберт Олтман
- Сценаристы: Фрэнк Баридт, Роберт Олтман, Патриша Резник
- Продюсер: Роберт Олтман
- Композитор: Том Пирсон
- Оператор: Жан Боффети